# トシン・コール
トシン・コール（英: Tosin Cole、1992年7月23日 - ）は、アメリカとイギリスの俳優。イギリスのテレビと映画での多様な出演で知られる。テレビドラマ『The Cut』と『EastEnders: E20』でキャリアとしてのテレビデビューを果たし、後に昼ドラ『Hollysoaks』のレギュラーキャラクターであるニール・クーパー役を演じた。番組を降板した後、テレビドラマやコマーシャルから短編映画のゲスト出演まで、幅広く映像作品に出演した。2017年10月、BBCはドラマ『ドクター・フー』の2018年のシリーズで彼がライアン・シンクレア役を演じることを発表した。

## 生い立ち
両親の離婚の後、8歳でニューヨークからロンドンへ父とおじとともに移住した。彼はロンドンのグリニッジ区に所在するアビーウッドセカンダリースクールに入学し、一般教育修了上級レベルに進級することなく、演技のキャリアを求めて学校を去った。

## キャリア
2009年にウィリアム・シェイクスピアによる悲劇『ジュリアス・シーザー』のリメイクである舞台 Wasted! に出演。制作は犯罪からのティーンエイジャーの保護を促進する企業 Intermission によるものであった。2010年、BBCのティーン向けドラマ『The Cut』に出演し、シリーズ3で登場したノア・アチェベ役を演じた。2011年には、Me and My Dad と Jasmine という2作の短編映画に出演した。
後にイギリスの昼ドラ『イーストエンダーズ』のスピンオフ作品である『EaseEnders: E20』ではソル・レヴィ役を演じた。この役を演じるために彼はダンスを学び、シリーズのフィナーレでプロのダンスグループ Flawless の前で一連の動きを披露する必要があった。彼はこの経験が「非常にストレスフルだった」("very, very, very stressful.") と語った。彼は、E20での仕事は特権で、キャストは素晴らしいと述べた。彼はシリーズ3での役の再登場に賛同した。また、昼ドラ『Hollyoaks』ではニール・クーパー役を演じた。ニールは番組に登場した6人の新しい登場人物の1人であった。新キャラクターの宣伝として、シリーズのテレビCMにも出演した。
BBCの医療ドラマ『Holby City』では2013年のエピソードでケイス・ポッツを演じた。また、映画『Gone Too Far!』ではレイザー役を演じた。続いてもう1つの映画『Second Coming』に出演。2014年、ミステリードラマ『The Secrets』でアンソニー役を演じた。2015年にはITVのドラマ『オックスフォードミステリー ルイス警部』でジャイモン・アドマコー役を演じ、歴史ドラマ『ベルサイユ』の1エピソードでコビナ役を演じた。また、同年には映画『スター・ウォーズ/フォースの覚醒』でXウィングの操縦士バスティアン中尉役でわずかに出演した。
2017年10月4日、短編映画『Father of Man』に出演し、映画『アンロック/陰謀のコード』ではアムジャド役を演じた。
2017年10月22日には、2018年から始まる『ドクター・フー』シリーズ11にて、ジョディ・ウィテカーが演じる13代目ドクターのコンパニオンであるライアン・シンクレア役で出演することが告知された。2020年に放送されているシリーズ12で降板する可能性が指摘された後、2021年新春スペシャルを最後にグレアム・オブライエン役のブラッドリー・ウォルシュと共に降板することが正式に発表された。

## 出演作品
| 年      | 題                                    | 役                     | 備考                                                                                           |
| ------- | ------------------------------------- | ---------------------- | ---------------------------------------------------------------------------------------------- |
| 2010    | The Cut                               | ノア・アチェベ         | レギュラー                                                                                     |
| 2010–11 | EastEnders: E20                       | ソル・レヴィ           | レギュラー                                                                                     |
| 2011    | Me and My Dad                         | ライアン               | 短編映画                                                                                       |
| 2011    | Jasmine                               | テイラー               | 短編映画                                                                                       |
| 2011–12 | Hollyoaks                             | ニール・クーパー       | レギュラー                                                                                     |
| 2012    | Hollyoaks Later                       | ニール・クーパー       | レギュラー                                                                                     |
| 2013    | Holby City                            | ケイス・ポッツ         | 1エピソード                                                                                    |
| 2013    | Gone Too Far!                         | レイザー               | 映画                                                                                           |
| 2013    | Second Coming                         | トロイ                 | 映画                                                                                           |
| 2014    | The Secrets                           | アンソニー             | 1エピソード                                                                                    |
| 2015    | オックスフォードミステリー ルイス警部 | ジャイモン・アドマコー | 2エピソード                                                                                    |
| 2015    | ベルサイユ (ドラマ)                   | コビナ                 | 1エピソード                                                                                    |
| 2015    | スター・ウォーズ/フォースの覚醒       | バスティアン中尉       | 映画                                                                                           |
| 2016    | Burning Sands                         | フランク               | 映画                                                                                           |
| 2017    | Father of Man                         |                        | 短編映画                                                                                       |
| 2017    | アンロック/陰謀のコード               | アムジャド             | 映画                                                                                           |
| 2018-21 | ドクター・フー                        | ライアン・シンクレア   | 主要人物役（シリーズ11 - 現在） 2019年サターン賞テレビ部門ヤング・パフォーマンス賞にノミネート |
| 2022    | ティル                                | メドガー・エヴァース   | 映画                                                                                           |
| 2024    | ボブ・マーリー:ONE LOVE               | タイロン・ダウニー     | 映画                                                                                           |